# Левинс, Маргарет
Маргарет Левинс, урождённая Мичелл (англ. Margaret Levyns; 24 августа 1890, Кейптаун — 11 ноября 1975, там же) — южноафриканский ботаник и фитогеограф.

## Биография
Маргарет Мичелл родилась в Кейптауне в 1890 году. Она посещала школу для девочек в Кейптауне, а затем поступила в Южноафриканский колледж, где изучала математику, геологию, химию и ботанику. В 1912 году была опубликована её первая статья «О сравнительной анатомии родов Ceraria и Portulacaria» («On the comparative anatomy of the genera Ceraria and Portulacaria»). В том же году, получив Стипендию королевы Виктории и Памятную стипендию Всемирной выставки 1851 года, Маргарет продолжила обучение в кембриджском Ньюнэм-колледже. Два года спустя ещё одна стипендия дала ей возможность изучать генетику в Институте Джона Иннеса.
Маргарет вернулась в Южную Африку в 1914 году и получила место преподавателя ботаники в Южноафриканском колледже. На этой должности она работала вплоть до выхода на пенсию в возрасте 65 лет. В 1923 году она вышла замуж за Джона Левинса; детей у супругов не было. В 1933 году Левинс стала первой женщиной, получившей докторскую степень в Кейптаунском университете. Её диссертация была посвящена таксономии родов Lobostemon и Echiostachys («A taxonomic study of Lobostemon and Echiostachys, gen. nov., based on their morphology, cytology and geographical distribution»). В 1934 году её статья на ту же тему, «Revision of the genus Lobostemon», была опубликована в периодическом издании Линнеевского общества.
С 1920 по 1970 год Маргарет Левинс и её муж, разделявший её интерес к ботанике, собрали около 12 000 образцов флоры Западно-Капской провинции. Большая часть научных работ Левинс касается таксономии и фитогеографии капской флоры. Исследования Левинс привели к пересмотру систематики ряда родов южноафриканских растений. Одной из самых значимых её работ является «Путеводитель по флоре Капского полуострова» («Guide to the flora of the Cape Peninsula», 1929). Отдельные статьи посвящены родам Elytropapus, Stoebe и Muraltia. Кроме того, Левинс писала о влиянии пожаров на растительность Капского полуострова и об экспериментах по выжиганию велда близ Стелленбоса и Риверсдейла.
В 1958 году Маргарет Левинс была награждена Южноафриканской золотой медалью. В 1962—1963 годах она была президентом Королевского общества Южной Африки. В 1968 году ей был посвящён специальный выпуск Journal of South African Botany.
Маргарет Левинс умерла 11 ноября 1975 года. В её честь названы такие виды растений, как Nivenia levynsiae, Crassula levynsiae и Thamnochortus levynsiae.